# Adelchi Baratono
Adelchi Baratono (Firenze, 8 aprile 1875 – Genova, 28 settembre 1947) è stato un filosofo e politico italiano, fra i maggiori esponenti del Partito Socialista Italiano nel periodo fra le due guerre.

## Biografia
Vive sin dalla giovinezza a Genova, dove compie i suoi studi. Si laurea in filosofia col professor Alfonso Asturaro, filosofo socialista di orientamento positivista. È prima insegnante di liceo, in questa città e a Savona, dove ha tra i suoi alunni anche Sandro Pertini. Quest'ultimo ne conserverà sempre un ricordo assai significativo. Successivamente è professore universitario, oltre che a Genova, anche a Cagliari e Milano. Baratono si iscrive al PSI subito dopo la fondazione e nel 1910 viene eletto consigliere comunale a Savona, aderendo all'ala intransigente in forte polemica con i riformisti. Entra nella Direzione nazionale del partito nel gennaio del 1920.
Alcune battaglie politiche lo vedono emergere come figura di primo piano del socialismo italiano, come quella che Baratono porta avanti con Giacinto Menotti Serrati capeggiando la frazione comunista unitaria al Congresso di Livorno del 15 gennaio 1921. L'accettazione con riserva dei 21 punti dell'Internazionale Comunista di Mosca determina la clamorosa scissione e l'uscita dei comunisti dal Partito Socialista. Sempre con Serrati presenta al congresso del 15 ottobre 1921 la mozione massimalista. Lo stesso anno diviene deputato nel 1921 per la XXVI Legislatura.
Confermato per la terza volta membro della Direzione socialista, mentre la maggioranza massimalista si orienta per la scissione dei riformisti, Baratono al Congresso di Roma del 1922 sostiene fortemente l'unità, anche per il timore dell'affermarsi delle forze fasciste. Dopo il Congresso di Roma, Baratono aderisce al Partito Socialista Unitario di Filippo Turati e Giacomo Matteotti e dal 1923 diviene un assiduo collaboratore di Critica Sociale.
Ancora attivo nel 1926, Baratono collabora alla rivista Quarto Stato di Carlo Rosselli e Pietro Nenni. Poi, con il consolidamento del regime fascista, il suo ruolo di deputato decade e si dedica esclusivamente all'insegnamento universitario e ai suoi studi filosofici.
Nel 1931 Piero Martinetti, che è stato collocato a riposo d'autorità per aver rifiutato di giurare fedeltà al Fascismo, lo propone come suo successore per l'insegnamento della Filosofia all'Università degli Studi di Milano.
Baratono torna all'attività politica all'indomani della Liberazione, con collaborazioni sull'Avanti! (diretto all'epoca dal suo ex allievo Sandro Pertini) riprendendo i suoi studi di critica marxista.